# Noodgeld

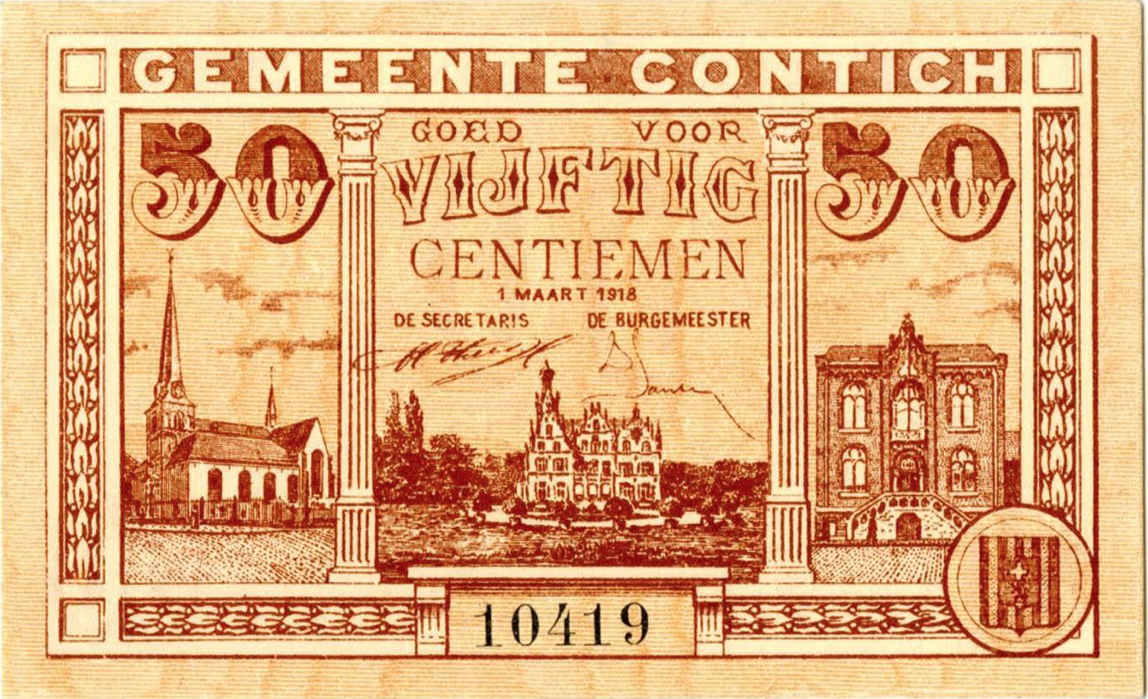
Noodgeld van de Belgische gemeente Kontich uit het laatste jaar van de Eerste Wereldoorlog, 1918

Noodgeld was tijdens de oorlogscrisis een alternatief betaalmiddel om het betalingsverkeer op gang te houden. Er ontstond noodgedwongen een overeenkomst tussen de staat en gemeentebesturen om de geldschaarste (met alle mogelijke middelen) tegen te gaan. De gemeenten, bedrijven en andere instanties kregen hierdoor de toestemming hun eigen 'noodgeld' te maken en dit ook in omloop te brengen, zodat nood aan betaalmiddelen (vaak kleingeld) kon worden opgevangen. Dit alternatieve geld kwam tot stand in alle vormen zoals papiergeld, metaalmunten, kartongeld, coupons, aankoopbons en voedselbonnen.
Noodgeld behoort tot de numismatiek en wordt wereldwijd verzameld. Noodgeld is nooit een wettig betaalmiddel geweest in opdracht van een land, maar wel erkend door de Nationale Bank van België en De Nederlandsche Bank. Hierdoor is noodgeld geen pseudogeld maar een officiële erkende uitgifte van steden en gemeenten.

## Nederland
Noodgeld in Nederland werd uitgegeven aan het begin van de Eerste Wereldoorlog in augustus 1914 en aan het begin van de Tweede Wereldoorlog in mei 1940 (Duitse inval in Nederland).
De problemen in de Nederlandse geldomloop ontstonden in augustus 1914 doordat het publiek direct bij het uitbreken van de Eerste Wereldoorlog het zilvergeld vasthield. Om toch betalingen te kunnen blijven verrichten, gaven enkele tientallen gemeenten en zelfs bedrijven noodgeld uit. Vrij snel daarna gaf de rijksoverheid de eerste zilverbons uit en kon het noodgeld uit de omloop worden genomen.
Iets soortgelijks gebeurde bij de Duitse inval in Nederland in mei 1940. Iedereen eiste nu contante betaling en er ontstond een gebrek aan kleingeld. De overheid machtigde provincies en gemeenten om noodgeld uit te geven. Vanaf 17 mei werden door de rijksoverheid opnieuw zilverbons uitgegeven, en werden de noodgeldbiljetten buiten omloop gesteld.

## België
Toen de Nationale Bank van België hun bevoorrading en activiteiten dienden te staken zijn 600-tal gemeenten overgegaan tot het drukken van noodgeld. Onder het motto ´Nood Breekt Wet` begon het aanvankelijk met het betalen van leveranciers en gemeentelijke lasten. Maar algauw bleek dit niet te voldoen en het gebrek aan kleingeld was nog steeds gaande.

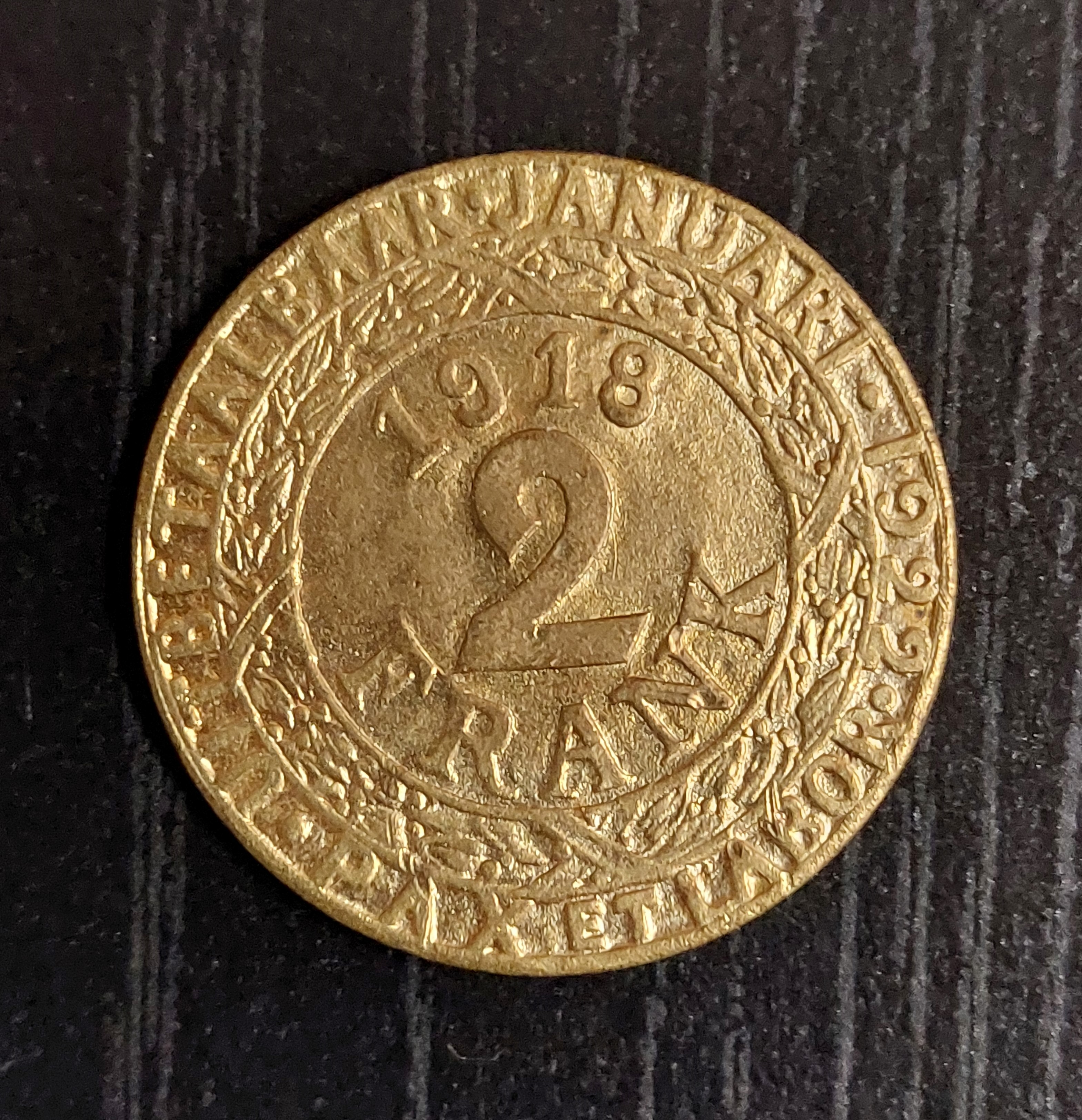
Noodmuntstuk van 2 Frank 1918 uit Gent vervaardigd uit verguld koper. Zeldzaam muntstuk.

Er werd toen door de gemeentebesturen beslist over te gaan naar nooduitgiftes van alle noodzakelijke levensmiddelen en goederen die door andere instanties (zoals liefdadingsinstellingen en firma’s) mogen uitgegeven worden. Zo gaf de Belgische Nationale Hulp- en Voedingscomité aankoopbons uit en de fabrieken betaalden hun werknemers uit met salarisbonnen. Een salarisbon kon dan bijvoorbeeld gebruikt worden als aankoopbon voor kleren en steenkolen. In het museum van De Nationale Bank van België kan de volledige collectie van noodgeld online geraadpleegd worden.

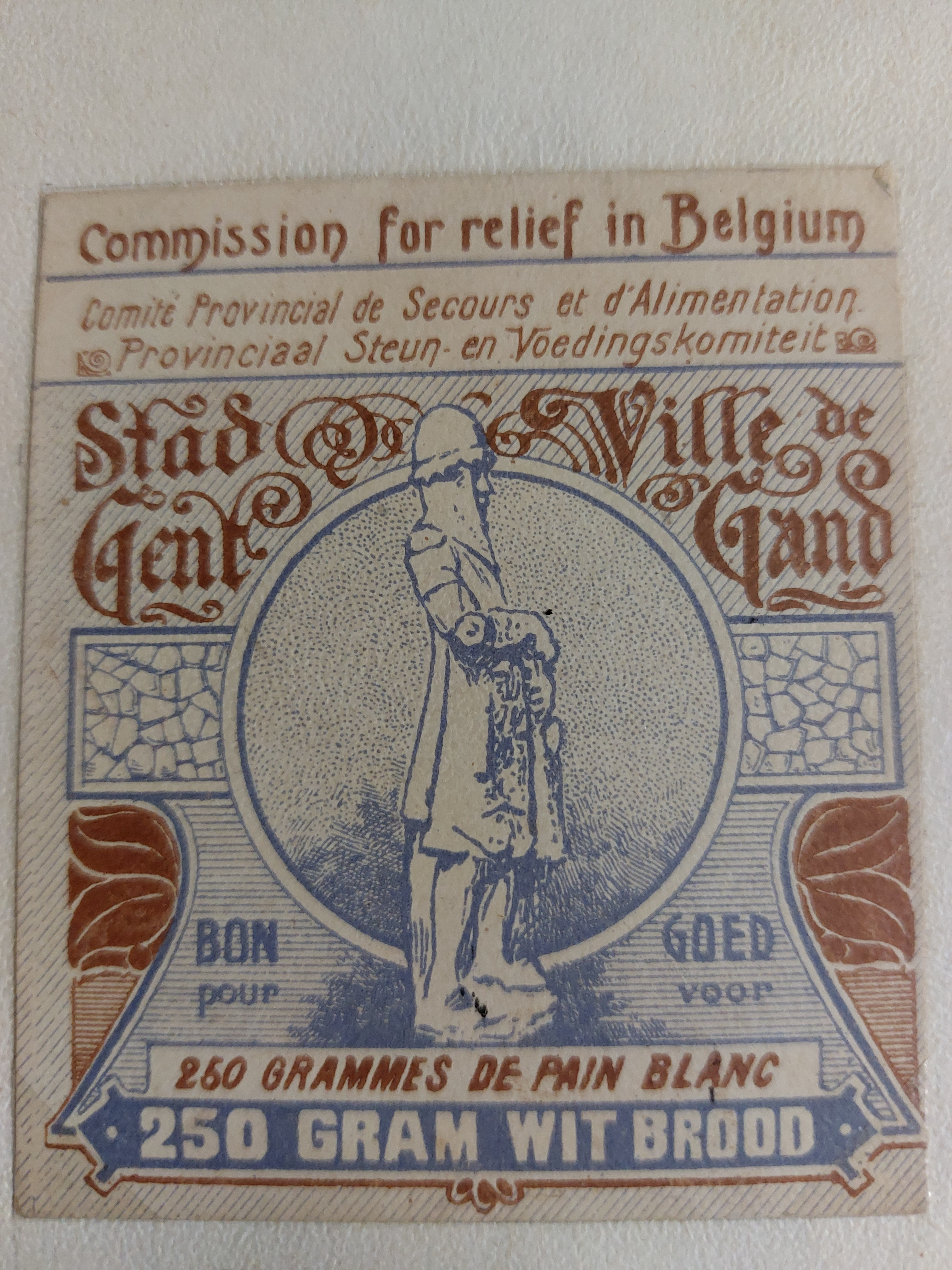
Voedselbon Provinciaal Steun -en Voedingskomiteit voor luxe wit brood met graan ingevoerd uit Amerika.

Tijdens de Duitse bezetting van 1914-1918 heeft Gent als enige ooit in België ´vierkante` munten geslagen. De 2 frank in koper/ijzer diende voor circulatie en 1 frank verguld koper diende als relatiegeschenk voor hoge bezoeken. Het laatstgenoemde is zeldzaam en ongekend hoeveel er exact in omloop zijn gekomen. In 1918 verbood de Duitse bezetter echter het slaan van deze munten en als alternatief zijn er kartonnen munten gemaakt met daarop 25 en 10 cent. Deze werden uitgegeven aan 3 frank voor het goede doel.

## Duitsland

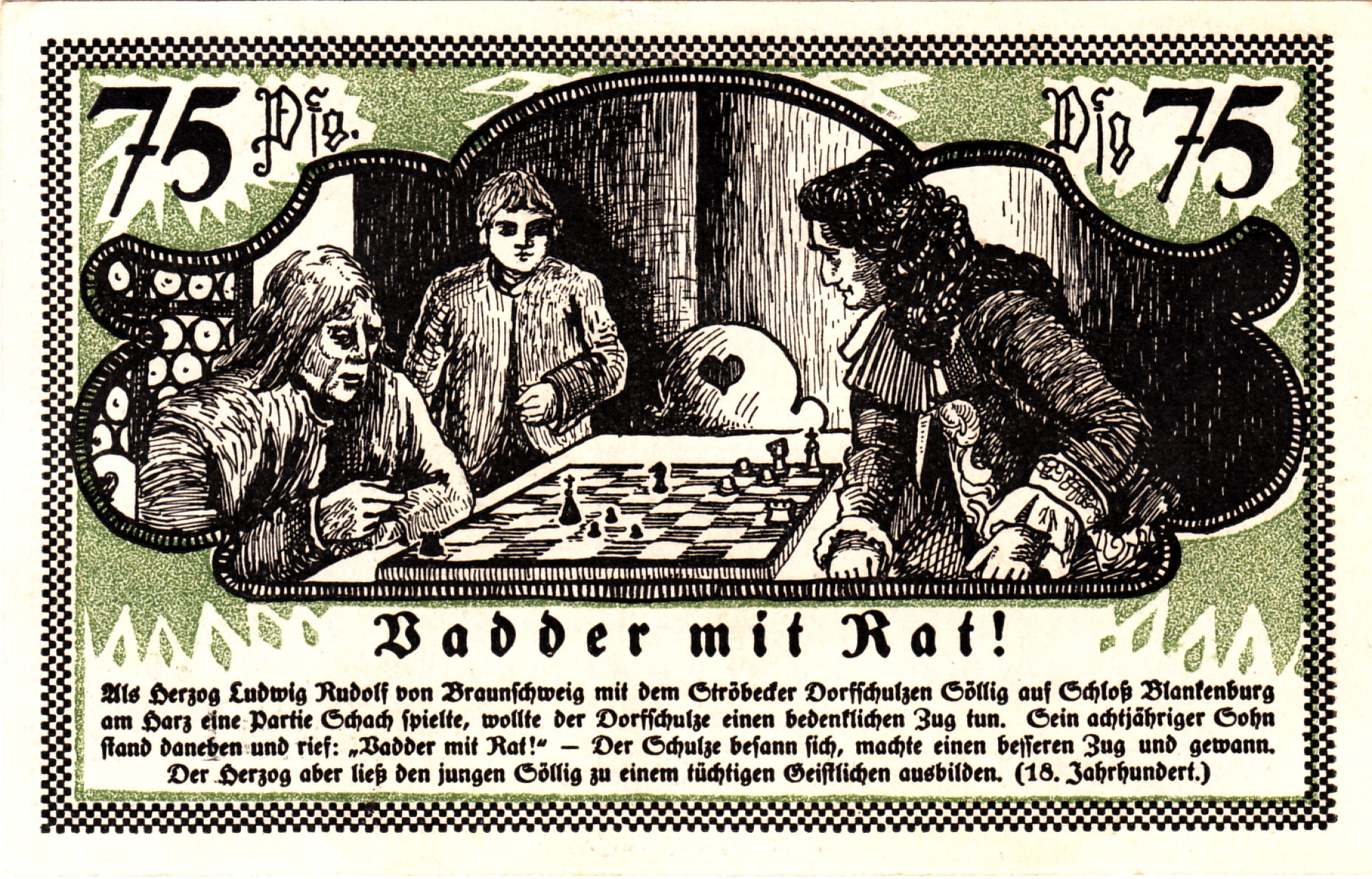
Noodgeld uitgegeven in de Duitse gemeente Stroebeck, 1921

Gedurende de Eerste Wereldoorlog was in Duitsland de behoefte aan metaal ten behoeve van de oorlogsindustrie enorm, waardoor steeds meer kleingeld (munten) uit circulatie genomen werd. Om de behoefte aan kleingeld op te vangen werden met name noodmunten van zink geslagen, alsmede biljetjes tot een waarde van maximaal 1 mark. Deze uitgifte werd verzorgd door plaatselijke overheden.
Na de Eerste Wereldoorlog was er sprake van een grote inflatie in de Duitssprekende landen, waardoor de overheid gedwongen was om steeds grotere biljetten uit te geven. Dit geld werd uitgegeven door de Staat, door de Reichsbahn, banken en lagere overheden. De officiële inflatoire uitgaven, die tot in de biljoenen kunnen lopen, worden vanwege de nood van de mensen ook noodgeld genoemd, maar eigenlijk voldoet het niet aan de definitie.
Een manier waarop allerlei gemeentes, verenigingen, horecabedrijven of souvenirwinkels aan harde valuta konden komen was het uitgeven van zogenaamd Notgeld (Serienscheinen). Dit was geen geld, maar het werd wel als zodanig aan toeristen verkocht. De handel in dit soort biljetten werd een rage en in Nederland verzorgde de Haagse Firma Lieban voor de import van dergelijke Notgeldbiljetten. Deze noodgeldbiljetjes zijn uitgegeven in de jaren 1921 en 1922 en soms voorzien van fictieve data. Notgeld Serienscheine zijn nepbiljetten en zijn nooit gebruikt als werkelijk noodgeld. De hier getoonde afbeeldingen zijn voorbeelden van dergelijke fantasiebiljetjes.
Het uitgeven van dit nepgeld werd een rage en er werden vele fantasievolle biljetten uitgegeven – niet alleen op papier, maar ook op linnen en zijde (Bielefeld), op leer (Osterwieck), op aluminiumfolie (Lautawerk) en op hout (Hadersfeld – Oostenrijk).

## Keizer Claudius
In de periode van keizer Claudius leidde de inheemse producten tot een crisis en inflatie waardoor een tekort kwam aan assen als pasmunt. Hierdoor werden imitaties toegestaan van officiële exemplaren en werd het zogenoemde noodgeld vrij algemeen aanvaard door het volk als betalingsverkeer. Goede imitaties werden beter onthaald dan barbaarse exemplaren.